# Tiếng Algonquin
Tiếng Algonquin (cũng được viết là Algonkin; trong tiếng Algonquin: Anicinàbemowin và Anishinàbemiwin) là một ngôn ngữ Algonquin liên quan chắt chẽ đến tiếng Ojibwe, và có khi được cho một phương ngữ khác biệt của tiếng Ojibwe. Nó được nói bởi người Algonquin First Nation tại Quebec và Ontario. Vào năm 2006, có 2.680 người nói tiếng Algonquin, ít hơn 10% trong số này là người đơn ngữ. Nhóm ngôn ngữ Algonquin được đặt theo tên ngôn ngữ này. Như nhiều ngôn ngữ thổ dân châu Mỹ khác, động từ có vai trò rất quan trọng, với nhiều phần ngữ nghĩa được kết hợp vào động từ.